# Wladyslaw Schepeljew
Wladyslaw Schepeljew (ukrainisch Владислав Шепелєв, engl. Transkription Vladyslav Shepeliev; * 12. September 2001 in Tschornomorsk) ist ein ukrainischer Leichtathlet, der sich auf den Dreisprung spezialisiert hat.

## Sportliche Laufbahn
Erste internationale Erfahrungen sammelte Wladyslaw Schepeljew im Jahr 2018, als er bei den U18-Europameisterschaften in Győr im Finale keinen gültigen Versuch zustande brachte. Im Jahr darauf belegte er bei den U20-Balkan-Hallenmeisterschaften in Istanbul mit 14,98 m den vierten Platz und anschließend gelangte er bei den U20-Europameisterschaften in Borås mit 15,11 m auf den elften Platz. 2020 wurde er bei den U20-Balkan-Hallenmeisterschaften in Istanbul mit 14,97 m Siebter und im September siegte er mit 15,69 m bei den U20-Balkan-Meisterschaften ebendort, ehe er bei den U20-Balkan-Meisterschaften in Cluj-Napoca mit 15,74 m den vierten Platz belegte. Im Jahr darauf schied er bei den U23-Europameisterschaften in Tallinn mit 15,44 m in der Qualifikationsrunde aus und 2023 wurde er bei der 2. Liga der Team-Europameisterschaft im Rahmen der Europaspiele in Chorzów mit 16,67 m Erster und sicherte sich damit ligenübergreifend die Bronzemedaille hinter dem Italiener Tobia Bocchi und Necati Er aus der Türkei. Im Jahr darauf belegte er bei den Balkan-Hallenmeisterschaften in Istanbul mit 15,97 m den sechsten Platz und gelangte im Mai bei den Freiluft-Balkan-Meisterschaften in Izmir mit 15,84 m auf Rang neun. Kurz darauf verpasste er bei den Europameisterschaften in Rom mit 16,17 m den Finaleinzug, wie auch bei den Halleneuropameisterschaften 2025 in Apeldoorn mit 15,94 m. Ende Juni wurde er bei der 1. Liga der Team-Europameisterschaft in Madrid mit 16,83 m Dritter hinter dem Franzosen Jonathan Seremes und Simone Biasutti aus Italien. Anschließend belegte er bei den World University Games in Bochum 16,21 m den fünften Platz.
In den Jahren 2021 und 2024 wurde Schepeljew ukrainischer Meister im Dreisprung im Freien sowie von 2023 bis 2025 in der Halle.